# Harry Warren
Harry Warren (Nueva York, 24 de diciembre de 1893-Los Ángeles, 22 de septiembre de 1981) fue un compositor y letrista estadounidense. Warren fue el primer importante compositor de canciones centrado principalmente en el cine. Fue nominado en once ocasiones al Óscar a la mejor canción original, ganando tres de los premios (por "Lullaby of Broadway", "You'll Never Know" y "On the Atchison, Topeka and the Santa Fe"). Escribió la letra del primer musical cinematográfico de gran éxito entre el público, La calle 42 y dirigido y coreografiado por Busby Berkeley, con quien colaboró en muchos otro musicales.
A lo largo de una carrera de cuatro décadas, Warren compuso más de 800 canciones. Otros éxitos bien conocidos de Warren fueron "I Only Have Eyes for You", "You Must Have Been a Beautiful Baby", "Jeepers Creepers", "The Gold Diggers' Song (We're in the Money)", "That's Amore", "The More I See You", "At Last" y "Chattanooga Choo Choo" (esta última fue el primer disco de oro de la historia). Uno de los compositores cinematográficos más prolíficos.

## Biografía

### Primeros años
Su verdadero nombre era Salvatore Antonio Guaragna, y nació en la ciudad de Nueva York, criándose en el barrio de Brooklyn. Era uno de los once hijos de un matrimonio de inmigrantes italianos, Antonio (un zapatero) y Rachel De Luca Guaragna, que cambió el nombre familiar por Warren siendo Harry un niño.  Aunque sus padres no podían afrontar los gastos de unas lecciones de música, Warren estaba interesado en la misma, aprendiendo él solo a tocar el acordeón de su padre. También cantaba en el coro de la iglesia y aprendió a tocar la batería, tocando la misma profesionalmente a los 14 años de edad. A los 16 años dejó la high school para tocar en la banda de su padrino. Al poco también tocaba el piano y, en 1915, trabajó para los estudios Vitagraph, donde hizo diferentes trabajos administrativos, tocó el piano para los actores, actuó en pequeños papeles y, finalmente, fue ayudante de dirección. Además de estas actividades, también tocaba el piano en cafés y en locales de cine mudo. En 1918 entró a formar parte de la Armada de los Estados Unidos, iniciando entonces la composición de canciones.

### Carrera
Warren escribió más de 800 canciones entre 1918 y 1981, publicando más de 500 de ellas. Fueron escritas y pensadas principalmente para formar parte de 56 largometrajes, aunque también se utilizaron sus canciones en filmes posteriores. En total, sus composiciones se escucharon en más de 300 películas y en 112 de los cortos de dibujos animados de Warner Brothers "Looney Tunes". Además, 42 de sus canciones llegaron a estar entre las diez mejores del programa radiofónico "Your Hit Parade", lo cual era reflejo de la popularidad de las mismas, alcanzando 21 de ellas el número 1. De entre ellas, "You'll Never Know" apareció en 24 ocasiones. Su canción "I Only Have Eyes For You" aparece en la lista de las 25 canciones más interpretadas en el siglo XX, según la American Society of Composers, Authors and Publishers, institución que Warren dirigió entre 1929 y 1932.
En algunas de sus canciones de mayor fama trabajaron los letristas Al Dubin, Billy Rose, Mack Gordon, Leo Robin, Ira Gershwin y Johnny Mercer. En 1942 la canción de Gordon-Warren "Chattanooga Choo-Choo", tocada por la Orquesta de Glenn Miller, llegó a ser el primer disco de oro de la historia, con unas ventas de 1.200.000 copias.  Entre sus mayores éxitos figuraban "There Will Never Be Another You", "I Only Have Eyes for You", "Forty-Second Street", "The Gold Diggers' Song (We're in the Money)", "Lullaby of Broadway", "Serenade In Blue", "At Last", "Jeepers Creepers", "You're Getting to Be a Habit with Me" y "Young and Healthy".

#### Primeros éxitos y período cinematográfico
El primer tema destacado de Warren fue "Rose of the Rio Grande" (1922), con letras de Edgar Leslie. En los años veinte escribió una sucesión de famosas canciones, entre ellas "I Love My Baby (My Baby Loves Me)" y "Seminola" en 1925, "Where Do You Work-a John?" y "In My Gondola" en 1926, y "Nagasaki" en 1928. En 1930 compuso la música para la canción "Cheerful Little Earful", de la revista de Billy Rose representada en el circuito de Broadway Sweet and Low, y en 1931 también escribió la música, con letras de Mort Dixon y Joe Young, para la revista de Ed Wynn, igualmente representada en Broadway, The Laugh Parade.
En 1932 empezó a trabajar para Warner Brothers, colaborando con Dubin en la composición de la banda musical del primer musical cinematográfico de gran éxito, La calle 42, y participando en los siguientes seis años en las bandas sonoras de otros 32 musicales.  A partir de 1940 compuso para 20th Century Fox, en colaboración con Mack Gordon. Posteriormente, en 1944, se pasó a MGM, trabajando en musicales como The Harvey Girls y The Barkleys of Broadway, muchos de ellos interpretados por Fred Astaire. Finalmente, en los inicios de la década de 1950 colaboró con Paramount Pictures escribiendo para la película de Bing Crosby Just for You y para la de Dean Martin y Jerry Lewis The Caddy, esta última con un éxito en su banda sonora, la canción "That's Amore". Tras esa última película, Warren siguió trabajando en canciones de las comedias de Jerry Lewis.
Warren es particularmente recordado por escribir bandas sonoras de filmes de Busby Berkeley, con el cual trabajó en 18 títulos. En el musical teatral de 1980 La Calle 42 se escuchan las canciones de aquellas películas.
Warren ganó el Óscar a la mejor canción original en tres ocasiones y  colaborando con tres letristas: "Lullaby of Broadway" con Al Dubin en 1935, "You'll Never Know" con Mack Gordon en 1943, y "On the Atchison, Topeka and the Santa Fe" con Johnny Mercer en 1946.

#### Últimos años
En 1955 Warren escribió "The Legend of Wyatt Earp", tema utilizado en la serie televisiva The Life and Legend of Wyatt Earp.  La última pieza musical compuesta específicamente para Broadway fue Shangri-La, una desastrosa adaptación de 1956 de la novela de James Hilton Horizontes perdidos, de la cual únicamente se hicieron 21 representaciones. En 1957 fue nominado por última vez al Óscar gracias a "An Affair To Remember". En los años sesenta y setenta siguió escribiendo canciones para el cine, pero nunca disfrutó de la fama conseguida en épocas anteriores. Su última banda sonora fue la de Manhattan Melody, en 1980, aunque el film no llegó a producirse.
Además, Warren compuso una Misa, con texto en latín, en 1962, y que fue interpretada una década después en la Universidad Loyola Marymount.

### Vida personal
Warren se casó con Josephine Wensler en 1917. Tuvieron un hijo, Harry Jr. (1919–1938), y una hija, Joan (nacida en 1925).
Harry Warren falleció el 22 de septiembre de 1981 en Los Ángeles, California. Fue enterrado en el Cementerio Westwood Village Memorial Park de Los Ángeles. En la placa con el epitafio de Warren se leen las primeras notas de "You'll Never Know".

## Frases
Durante la II Guerra mundial bombardearon el Berlín equivocado (en referencia a Irving Berlin).

## Canciones
La música es de Warren, a menos que se indique lo contrario.

### Nominaciones y premios Óscar
Premios ganados
- "Lullaby of Broadway" (1935), letras de Al Dubin, para Gold Diggers of 1935
- "You'll Never Know" (1943), letra de Mack Gordon, para Hello, Frisco, Hello
- "On the Atchison, Topeka and the Santa Fe" (1945), letra de Johnny Mercer, para The Harvey Girls

Nominations
- "Remember Me?" (1937), letra de Al Dubin, para Mr. Dodd Takes The Air
- "Jeepers Creepers" (1938), letra de Johnny Mercer, para Going Places
- "Down Argentina Way" (1940), letra de Mack Gordon, para Down Argentine Way
- "Chattanooga Choo Choo" (1941), letra de Mack Gordon, para Sun Valley Serenade
- "(I've Got a Gal In) Kalamazoo" (1942), letra de Mack Gordon, para Orchestra Wives
- "Zing A Little Song" (1952), letra de Leo Robin, para Just For You
- "That's Amore" (1953), letra de Jack Brooks, para The Caddy
- "An Affair To Remember" (1956), letra de Harold Adamson y Leo McCarey, para An Affair to Remember

### Broadway
- "Cheerful Little Earful" (1930), letra de Ira Gershwin y Billy Rose para Sweet & Low
- "Would You Like to Take a Walk?" (1930), letra de Mort Dixon y Billy Rose para Sweet & Low
- "I Found a Million Dollar Baby (In a Five and Ten Cent Store)" (1931), letra de Billy Rose y Mort Dixon para Crazy Quilt
- "Ooh That Kiss" (1931), letra de Mort Dixon y Joe Young para The Laugh Parade
- "The Torch Song" (1931), letra de Dixon y Young para The Laugh Parade
- "You're My Everything" (1931), letra de Dixon y Young para The Laugh Parade

### Éxitos número 1
- "By the River Sainte Marie" (1931), letra de Edgar Leslie
- "Too Many Tears" (1932), letra de Al Dubin
- "I Found a Million Dollar Baby" (1932),letra de Mort Dixon
- "You're Getting to Be a Habit With Me" (1933), letra de Al Dubin
- "Forty-Second Street" (1933), letra de Al Dubin
- "Shadow Waltz" (1933), letra de Al Dubin
- "I'll String Along With You" (1934), letra de Al Dubin
- "Lullaby of Broadway" (1935), letra de Al Dubin
- "She's a Latin from Manhattan" (1935), letra de Al Dubin
- "I'll Sing You a Thousand Love Songs" (1936), letra de Al Dubin
- "September in The Rain" (1937), letra de Al Dubin
- "With Plenty of Money and You" (1937), letra de Al Dubin
- "Remember Me?" (1937), letra de Al Dubin
- "Jeepers Creepers" (1938), letra de Johnny Mercer
- "You Must Have Been a Beautiful Baby" (1938), letra de Johnny Mercer
- "Chattanooga Choo Choo" (1941), letra de Mack Gordon
- "My Heart Tells Me (Should I Believe My Heart?)" (1943), letra de Mack Gordon
- "I Had the Craziest Dream" (1943), letra de Mack Gordon
- "You'll Never Know" (1943), letra de Mack Gordon
- "The More I See You" (1945), letra de Mack Gordon
- "On the Atchison, Topeka and the Santa Fe" (1945), letra de Johnny Mercer

### Otras canciones cinematográficas
- "Cryin' For the Carolines" (1929), letra de Lewis y Young
- "Have a Little Faith in Me" (1929), letra de Lewis y Young
- "Three's a Crowd" (1932), letra de Al Dubin y Irving Kahal para Crooner
- "Too Many Tears" (1932), letra de Al Dubin para Blessed Event
- "You're Getting To Be A Habit With Me" (1932), letra de Al Dubin para La calle 42
- "Forty-Second Street" (1933), letra de Al Dubin para La calle 42
- "Shuffle Off to Buffalo" (1933), letra de Al Dubin para La calle 42
- "Young and Healthy" (1933), letra de Al Dubin para La calle 42
- "Boulevard of Broken Dreams" (1933), letra de Al Dubin para Moulin Rouge
- "Coffee in the Morning, Kisses in the Night" (1933), letra de Al Dubin para Moulin Rouge
- "Song of Surrender" (1933), letra de Al Dubin para Moulin Rouge
- "Build a Little Home" (1933), letra de Al Dubin para Roman Scandals
- "Keep Young and Beautiful" (1933), letra de Al Dubin para Roman Scandals
- "I've Got to Sing a Torch Song" (1933), letra de Al Dubin para Gold Diggers of 1933
- "Pettin' in the Park" (1933), letra de Al Dubin para Gold Diggers of 1933 * "Remember My Forgotten Man" (1933), letra de Al Dubin para Gold Diggers of 1933
- "Shadow Waltz" (1933), letra de Al Dubin para Gold Diggers of 1933
- "The Gold Diggers' Song (We're in the Money)" (1933), letra de Al Dubin para Gold Diggers of 1933
- "Honeymoon Hotel" (1933), letra de Al Dubin para Footlight Parade
- "Shanghai Lil" (1933), letra de Al Dubin para Footlight Parade
- "Dames" (1934), letra de Al Dubin para Dames
- "I Only Have Eyes for You" (1934), letra de Al Dubin para Dames
- "Fair and Warmer" (1934), letra de Al Dubin para Twenty Million Sweethearts
- "I'll String Along with You" (1934), letra de Al Dubin para Twenty Million Sweethearts
- "Wonder Bar" (1934), letra de Al Dubin para Wonder Bar
- "About a Quarter to Nine" (1935), letra de Al Dubin para Go Into Your Dance
- "Go Into Your Dance" (1935), letra de Al Dubin para Go Into Your Dance
- "She's a Latin from Manhattan" (1935), letra de Al Dubin para Go Into Your Dance
- "Don't Give Up the Ship" (1935), letra de Al Dubin para Shipmates Forever
- "I'd Love to Take Orders from You" (1935), letra de Al Dubin para Shipmates Forever
- "Lullaby of Broadway" (1935), letra de Al Dubin para Gold Diggers of 1935 (versión de 1935: ; versión de 1951: )
- "Lulu's Back in Town" (1935), letra de Al Dubin para Broadway Gondolier
- "The Rose in Her Hair" (1935), letra de Al Dubin para Broadway Gondolier
- "September in the Rain" (1935), letra de Al Dubin para Stars Over Broadway
- "I'll Sing You a Thousand Love Songs" (1936), letra de Al Dubin para Cain and Mabel
- "With Plenty of Money And You" (1936), letra de Al Dubin para Gold Diggers of 1937
- "Am I in Love?" (1937), letra de Al Dubin para Mr. Dodd Takes the Air (edición inicial: ; edición publicada: )
- "Remember Me?" (1937), letra de Al Dubin para Mr. Dodd Takes the Air
- "Cause My Baby Says It's So" (1937), letra de Al Dubin para The Singing Marine
- "I Know Now" (1937), letra de Al Dubin para The Singing Marine
- "You Must Have Been a Beautiful Baby" (1938), letra de Johnny Mercer para Hard to Get
- "Two Dreams Met" (1940), letra de Mack Gordon para Down Argentine Way
- "Boa Noite" (1941), letra de Mack Gordon para That Night in Rio
- "They Met in Rio (A Midnight Serenade)" (1941), letra de Mack Gordon para That Night in Rio
- "Chica Chica Boom Chic" (1941), letra de Mack Gordon para That Night in Rio
- "I, Yi, Yi, Yi, Yi (I Like You Very Much)" (1941), letra de Mack Gordon para That Night in Rio
- "Chattanooga Choo Choo" (1941), letra de Mack Gordon para Sun Valley Serenade
- "I Know Why (and So Do You)" (1941), letra de Mack Gordon para Sun Valley Serenade
- "It Happened in Sun Valley" (1941), letra de Mack Gordon para Sun Valley Serenade
- "At Last" (1942), letra de Mack Gordon para Sun Valley Serenade
- "I Had the Craziest Dream" (1942), letra de Mack Gordon para Springtime in the Rockies
- "People Like You and Me" (1942), letra de Mack Gordon para Orchestra Wives
- "Serenade In Blue" (1942), letra de Mack Gordon para Orchestra Wives
- "That's Sabotage" (1942), letra de Mack Gordon para Orchestra Wives
- "There Will Never Be Another You" (1942) w. Mack Gordon for Iceland (versión de 1942: ; versión de 1966: )
- "A Journey to a Star" (1943), letra de Leo Robin para The Gang's All Here
- "No Love, No Nothin'" (1943), letra de Leo Robin para The Gang's All Here
- "My Heart Tells Me" (1943), letra de Mack Gordon para Sweet Rosie O'Grady
- "You'll Never Know" (1943), letra de Mack Gordon para Hello, Frisco, Hello
- "On the Atchison, Topeka and the Santa Fe" (1945), letra de Johnny Mercer para The Harvey Girls (; )
- "The More I See You" (1945), letra de Mack Gordon para Diamond Horseshoe
- "This Heart of Mine" (1946), letra de Arthur Freed para Ziegfeld Follies
- "Shoes With Wings On" (1948), letra de Ira Gershwin para The Barkleys of Broadway
- "My One and Only Highland Fling" (1949), letra de Ira Gershwin para The Barkleys of Broadway
- "(The Same Thing Happens with) The Birds and the Bees" (1956), letra de Mack David para The Birds and the Bees
- "I've Come to California" (1957), letra de Harold Adamson para la serie televisiva de la NBC The Californians ()

### Otras canciones populares
- "Rose of the Rio Grande" (1922), letra de Edgar Leslie y música junto a with Ross Gorman
- "(Home in) Pasadena" (1923), letra y música de Harry Warren, Grant Clarke y Edgar Leslie
- "I Love My Baby" (1925), letra de Bud Green (versión de 1925: ; versión de 1956: )
- "I'm Lonely Without You" (1926), letra de Bud Green
- "Where Do You Work-a, John?" (1926), letra de Mortimer Weinberg y Charley Marks
- "Ya Gotta Know How to Love" (1926), letra de Bud Green
- "Away Down South in Heaven" (1927), letra de Bud Green
- "Nagasaki" (1928), letra de Mort Dixon
- "Where the Shy Little Violets Grow" (1928), letra de Gus Kahn
- "Absence Makes the heart Grow Fonder for Somebody Else" (1929), letra de Sam M. Lewis y Joe Young
- "Telling It to the Daisies" (1930), letra de Joe Young
- "By the River Sainte Marie" (1931), letra de Edgar Leslie
- "Devil May Care" (1940), letra de Johnny Burke

## Premios y distinciones
Premios Óscar
| Año  | Categoría              | Canción                                 | Película               | Resultado |
| ---- | ---------------------- | --------------------------------------- | ---------------------- | --------- |
| 1936 | Mejor canción original | «Lullaby of Broadway»                   | Vampiresas 1935        | Ganador   |
| 1938 | Mejor canción original | «Remember Me»                           | Mr. Dodd Takes the Air | Nominado  |
| 1939 | Mejor canción original | «Jeepers Creepers»                      | Going Places           | Nominado  |
| 1941 | Mejor canción original | «Down Argentine Way»                    | Serenata argentina     | Nominado  |
| 1942 | Mejor canción original | «Chattanooga Choo Choo»                 | Sun Valley Serenade    | Nominado  |
| 1943 | Mejor canción original | «I've Got a Gal in Kalamazoo»           | Viudas del Jazz        | Nominado  |
| 1944 | Mejor canción original | «You'll Never Know»                     | Hello, Frisco, Hello   | Ganador   |
| 1947 | Mejor canción original | «On the Atchinson, Topeka and Santa Fe» | The Harvey Girls       | Ganador   |
| 1953 | Mejor canción original | «Zing a Little Zong»                    | Sólo para ti           | Nominado  |
| 1954 | Mejor canción original | «That's Amore»                          | ¡Qué par de golfantes! | Nominado  |
| 1958 | Mejor canción original | «An Affair to Remember»                 | An Affair to Remember  | Nominado  |